# 北村一郎 (地方公務員)
北村 一郎（きたむら いちろう）は、日本の地方公務員。栃木県企業局長や、栃木県総合政策部長を経て、栃木県副知事。

## 人物・経歴
1976年栃木県立栃木高等学校卒業。1980年横浜国立大学経営学部卒業、栃木県入庁。財政課長、総合政策部次長、企業局長等を経て、2015年総合政策部長。2018年定年退職。
同年から鈴木誠一の後任として副知事を務め、人口減少への対策などにあたった。2019年には東京2020オリンピック聖火リレー栃木県実行委員会会長として、栃木県内の聖火リレールート案の策定を行った。